# Elizabeth Inglis
Desiree Mary Lucy Hawkins (10 de julio de 1913 - 25 de agosto de 2007), conocida profesionalmente como Elizabeth Inglis, fue una actriz inglesa, conocida por su papel en The Letter junto a la actriz Bette Davis.

## Carrera
Inglis nació en Colchester, Essex, hija de Margaret Hunt y Alan George Hawkins. Su debut en la pantalla fue en la película de 1934 Borrowed Clothes. Luego tuvo un pequeño papel en The 39 Steps (1935) como Hilary Jordan. Apareció en la versión telefilm británica de 1939 de Gaslight antes de asumir el papel de Adele Ainsworth en The Letter en 1940, película que marcó el cenit de su carrera cinematográfica. En este momento ella actuaba bajo el nombre artístico Elizabeth Earl.
En 1942 se casó con Sylvester "Pat" Weaver, un ejecutivo de publicidad de la radio estadounidense que fue presidente de la cadena de televisión NBC entre 1953 y 1955. A Weaver se le atribuye la tarea de ayudar a remodelar la radiodifusión durante la década de 1940 y 1950 como la forma dominante de entretenimiento en el hogar de los Estados Unidos. Después de casarse con Weaver, Inglis se retiró de la actuación. La pareja tuvo dos hijos. Su hija Susan se convirtió en la actriz Sigourney Weaver. Una fotografía de Inglis fue vista en una escena eliminada de la película Aliens: El regreso como Amanda Ripley, la hija mayor del personaje de Weaver.

### Fallecimiento
Inglis murió el 25 de agosto de 2007 en Santa Bárbara, California, a los 94 años de edad. Fue el último miembro sobreviviente del reparto de la película The 39 Steps.

## Filmografía
| Año  | Título                  | Rol                   | Notas            |
| ---- | ----------------------- | --------------------- | ---------------- |
| 1934 | Borrowed Clothes        | Barbara               |                  |
| 1935 | The 39 Steps            | Pat                   |                  |
| 1937 | Landslide               | Vera Grant            |                  |
| 1937 | Thunder in the City     | Dolly                 |                  |
| 1937 | Museum Mystery          | Ruth Carter           |                  |
| 1939 | Gas Light               |                       | Película para TV |
| 1940 | My Love Came Back       | Invitada de la fiesta |                  |
| 1940 | River's End             | Linda Conniston       |                  |
| 1940 | The Letter              | Adele Ainsworth       |                  |
| 1945 | Tonight and Every Night | Joan                  |                  |
| 1986 | Aliens: El regreso      | Amanda Ripley         |                  |